# Lovellona peaseana
Lovellona peaseana is een slakkensoort uit de familie van de Mitromorphidae. De wetenschappelijke naam van de soort is voor het eerst geldig gepubliceerd in 1927 door Finlay.